# Прямоугольный параллелепипед

Прямоугольный параллелепипед

Прямоуго́льный параллелепи́пед, кубоид (с греч. — подобный кубу) — многогранник с шестью гранями, каждая из которых является прямоугольником.
Противолежащие грани параллелепипеда равны. Рёбра параллелепипеда, сходящиеся в одной вершине, взаимно перпендикулярны.
Примерами тел, имеющих форму прямоугольного параллелепипеда, служат классная комната, кирпич, спичечный коробок или системный блок компьютера.
Длины трёх рёбер прямоугольного параллелепипеда, принадлежащих одной вершине, иногда называют измерениями. Например, распространённый спичечный коробок имеет измерения 15, 35, 50 мм.
Правильным или квадратным параллелепипедом называют параллелепипед, у которого два измерения равны, у такого параллелепипеда две (из шести) противолежащие грани представляют собой квадраты.
Объём прямоугольного параллелепипеда можно найти по формуле:
{\displaystyle V=abc,}
где {\displaystyle a,b,c} — его измерения.
Квадрат длины диагонали {\displaystyle d} прямоугольного параллелепипеда равен сумме квадратов трёх его измерений:
{\displaystyle d^{2}=a^{2}+b^{2}+c^{2},}
соответственно, длина диагонали равна:
{\displaystyle d={\sqrt {a^{2}+b^{2}+c^{2}}}.}
Площадь поверхности прямоугольного параллелепипеда равна
{\displaystyle S=2(ab+bc+ac).}
Прямоугольный параллелепипед с равными измерениями называется кубом. Все шесть граней куба — равные квадраты.